# Лабзина, Ольга Николаевна
О́льга Никола́евна Лабзи́на (11 (24) июля 1905 год, Москва — 4 августа 1971, там же) — советская театральная актриса, народная артистка РСФСР (1963).

## Биография
Ольга Николаевна Лабзина родилась 11 (24) июля 1905 года в Москве в мещанской семье. В 1923 году окончила театральную школу МХАТ. В сезоне 1923—1924 годов играла во Второй студии МХАТа.
В 1924—1971 годах служила в Московском Художественном театре, сыграла 45 ролей. Сценические персонажи актрисы — преимущественно разбитные женщины из народа, в которых она раскрывала черты лукавства и обольстительности, уживавшиеся с практичностью жизненных целей.
Умерла 4 августа 1971 года в Москве, похоронена на Ваганьковском кладбище.

### Семья
- Муж — оперный певец и педагог Пётр Иванович Селиванов (1905—1980), солист Большого театра, народный артист РСФСР[2].

## Награды и премии
- Заслуженная артистка РСФСР (1938).
- Народная артистка РСФСР (1963).
- орден Трудового Красного Знамени (26.10.1948).
- Медаль «За доблестный труд в Великой Отечественной войне 1941—1945 гг.».
- Медаль «В память 800-летия Москвы».

## Работы в театре
- 1924 — «Синяя птица» М. Метерлинка — Молоко
- 1925 — «Царь Фёдор Иоаннович» А. К. Толстого — княжна Мстиславская
- 1928 — «Растратчики» В. П. Катаева — калиновская этуаль
- 1929 — «Квадратура круга» В. П. Катаева — Людмила
- 1929 — «Блокада» Вс. В. Катаева  — торговка
- 1930 — «Наша молодость» — актриса
- 1933 — «Хозяйка гостиницы» К. Гольдони — Деянира
- 1934 — «Пиквикский клуб» Ч. Диккенса — Мэри
- 1935 — «Чудесный сплав» В. М. Киршона — Тоня
- 1937 — «Гроза» А. Н. Островского — Варвара
- 1937 — «Любовь Яровая» К. А. Тренёва — Дунька
- 1938 — «Достигаев и другие» М. Горького — Достигаева
- 1942, 1956 — «Кремлёвские куранты» Н. Ф. Погодина— торговка куклами
- 1944 — «Последняя жертва» А. Н. Островского — Ирина Лавровна
- 1957 — «На дне» М. Горького — Квашня
- 1957 — «Золотая карета» Л. М. Леонова — Дашенька
- 1959 — «Плоды просвещения» Л. Н. Толстого — Толбухина
- 1959 — «Золотая карета» Л. М. Леонова — Табун-Турковская
- 1960 — «Точка опоры» С. И. Алёшина — Марья Трифоновна
- 1961 — «Хозяин» И. Соболева — Любовь Прокофьевна
- 1962 — «Горячее сердце» А. Н. Островского — Матрёна Харитоновна[3]
- 1965 — «Егор Булычов и другие» М. Горького — Ксения
- 1966 — «Вдовец» А. П. Штейна — Полина
- 1966 — «Ревизор» Н. В. Гоголя — жена Хлопова
- 1970 — «Единственный свидетель» братьев Тур — Корзухина, врач
- «Безумный день, или Женитьба Фигаро» П. Бомарше — Марселина
- «Таланты и поклонники» А. Н. Островского — Смельская

## Фильмография
1. 1967 — Кремлёвские куранты — торговка куклами